# Lygodium fayae
Lygodium fayae är en ormbunkeart som beskrevs av Jermy och T. G.Walker. Lygodium fayae ingår i släktet Lygodium och familjen Lygodiaceae. Inga underarter finns listade.